# Conacul lui Victor Dombrovski
Conacul cu parc al lui Victor Dombrovski este un monument de arhitectură de importanță națională din satul Rediul Mare, raionul Dondușeni (Republica Moldova), construit la începutul secolului al XX-lea. 
A fost construit între anii 1910 și 1912 pe moșia generalului V. Dombrovski. Conacul includea și un parc dendrologic construit de I. Vladislavski-Padalko. Potrivit cercetătorilor de la AȘM, acesta a sădit unul din cele mai reușite landșafturi pe teritorii mici. Legătura tradițională cu parcul se face prin intermediul unei terase acoperite. Deși este protejat de stat, în ultimii ani din parc au dispărut mai multe specii de plante decorative.

## Galerie de imagini
Imaginile de mai jos au fost făcute în aprilie 2018.

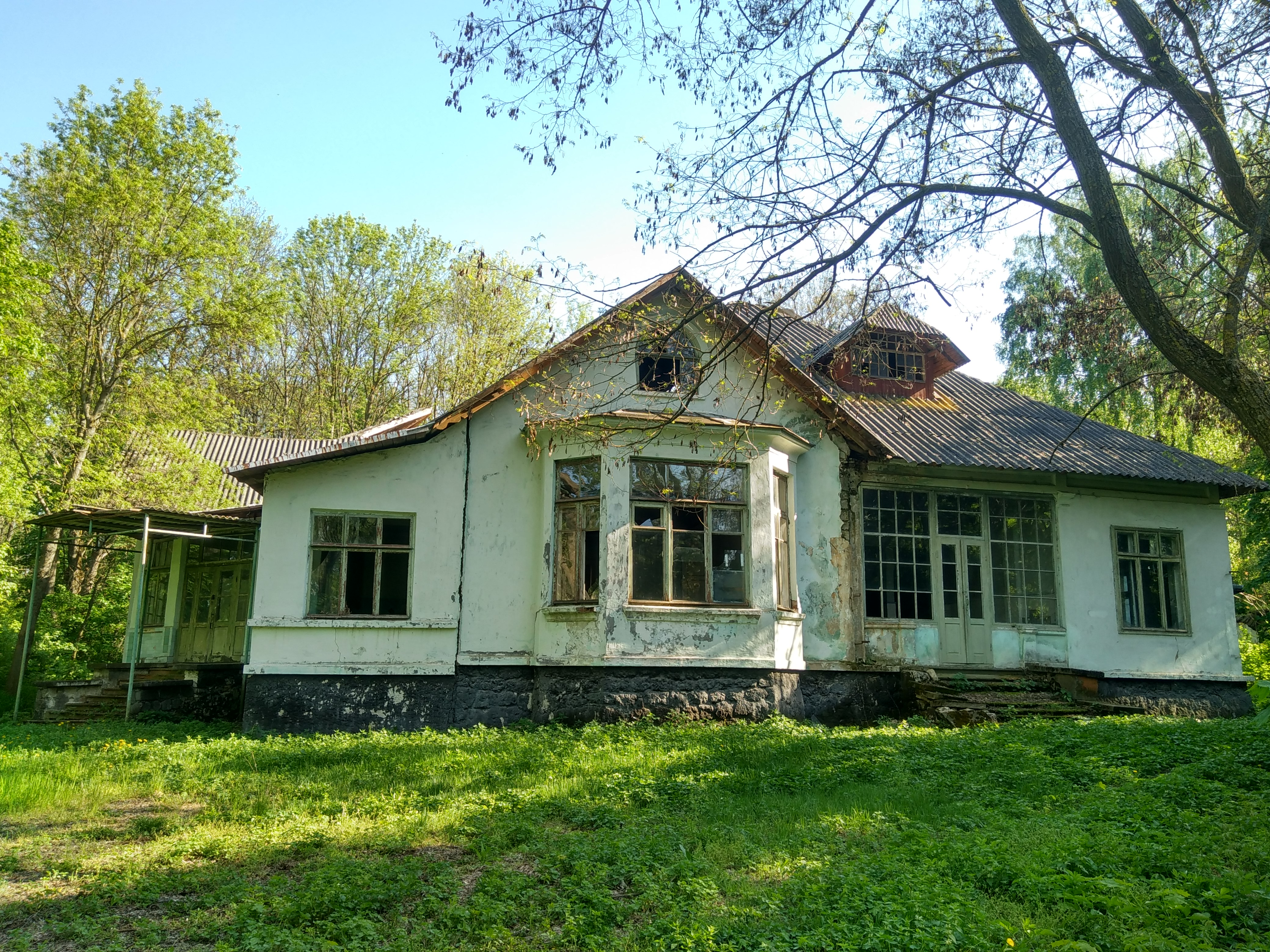
Vedere generală
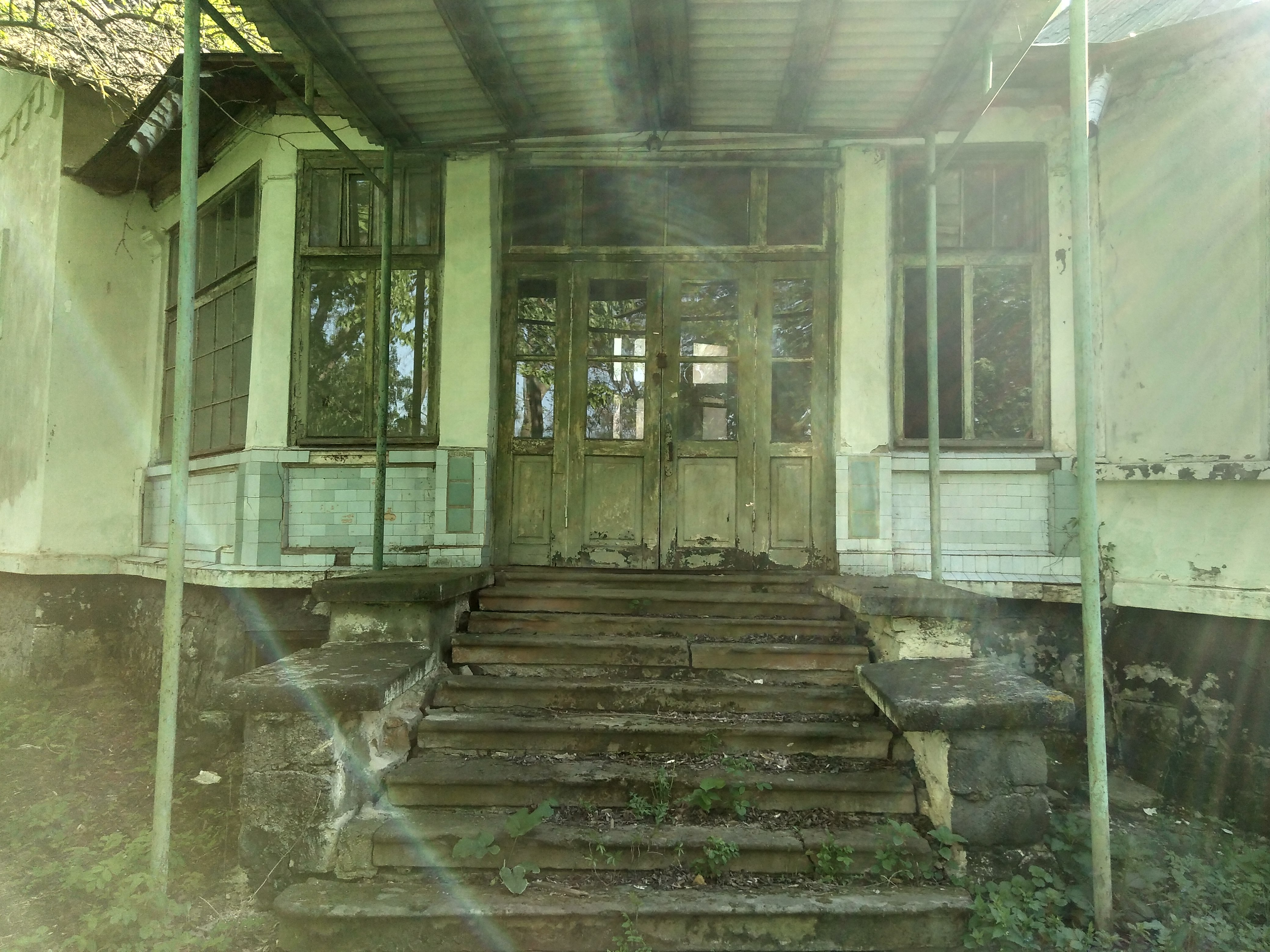
Intrarea principală
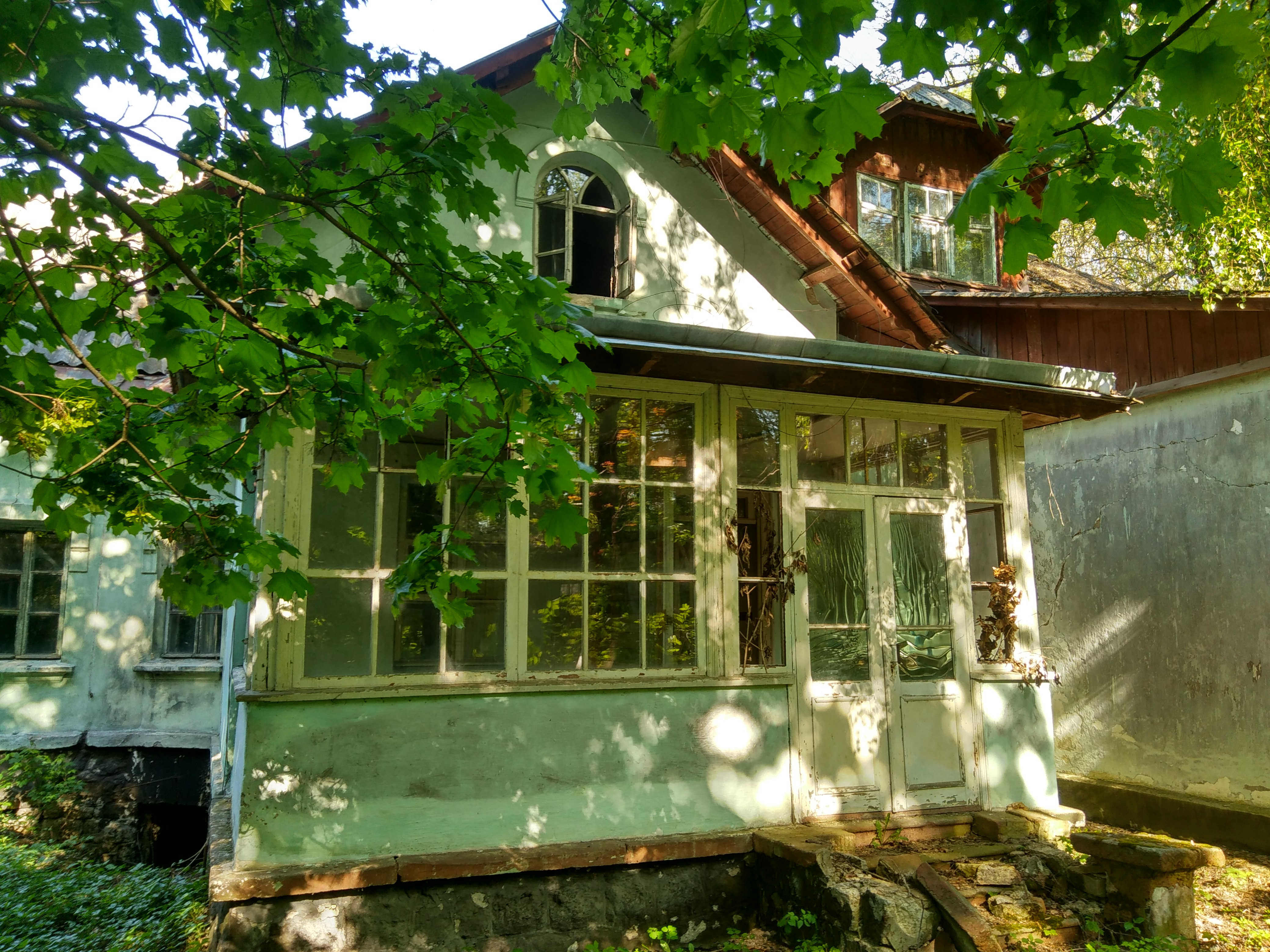
Veranda
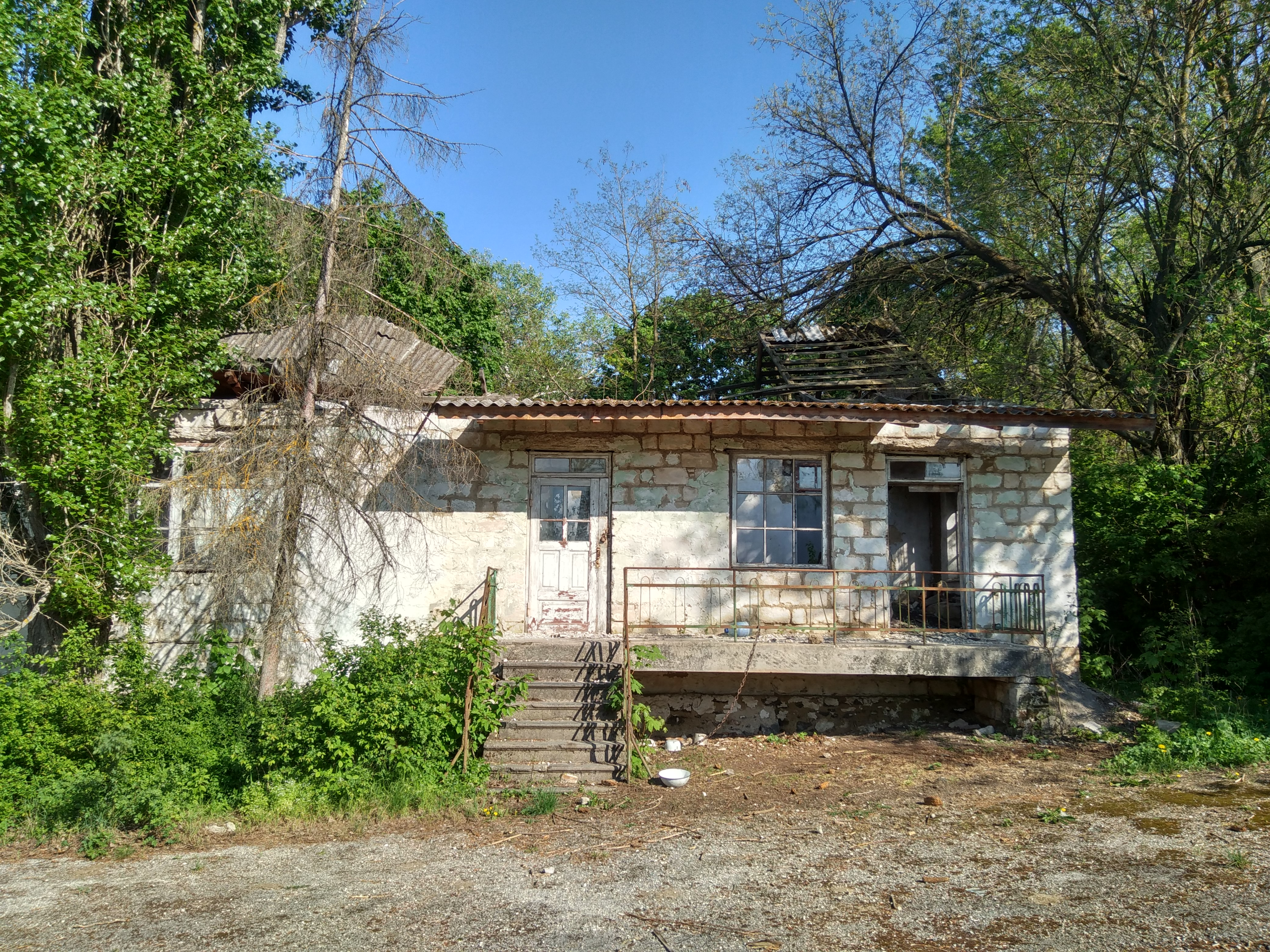
Anexe gospodărești
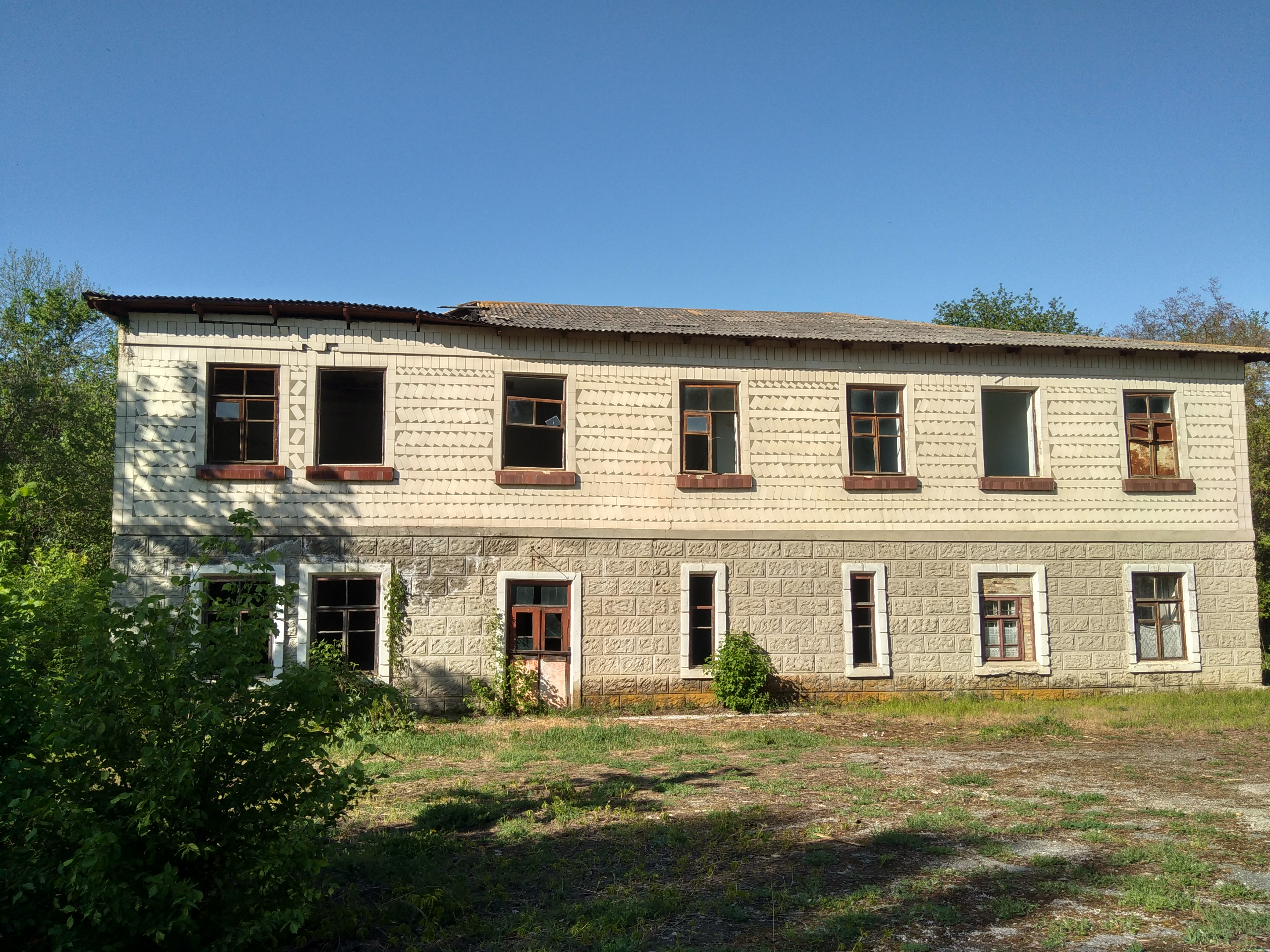
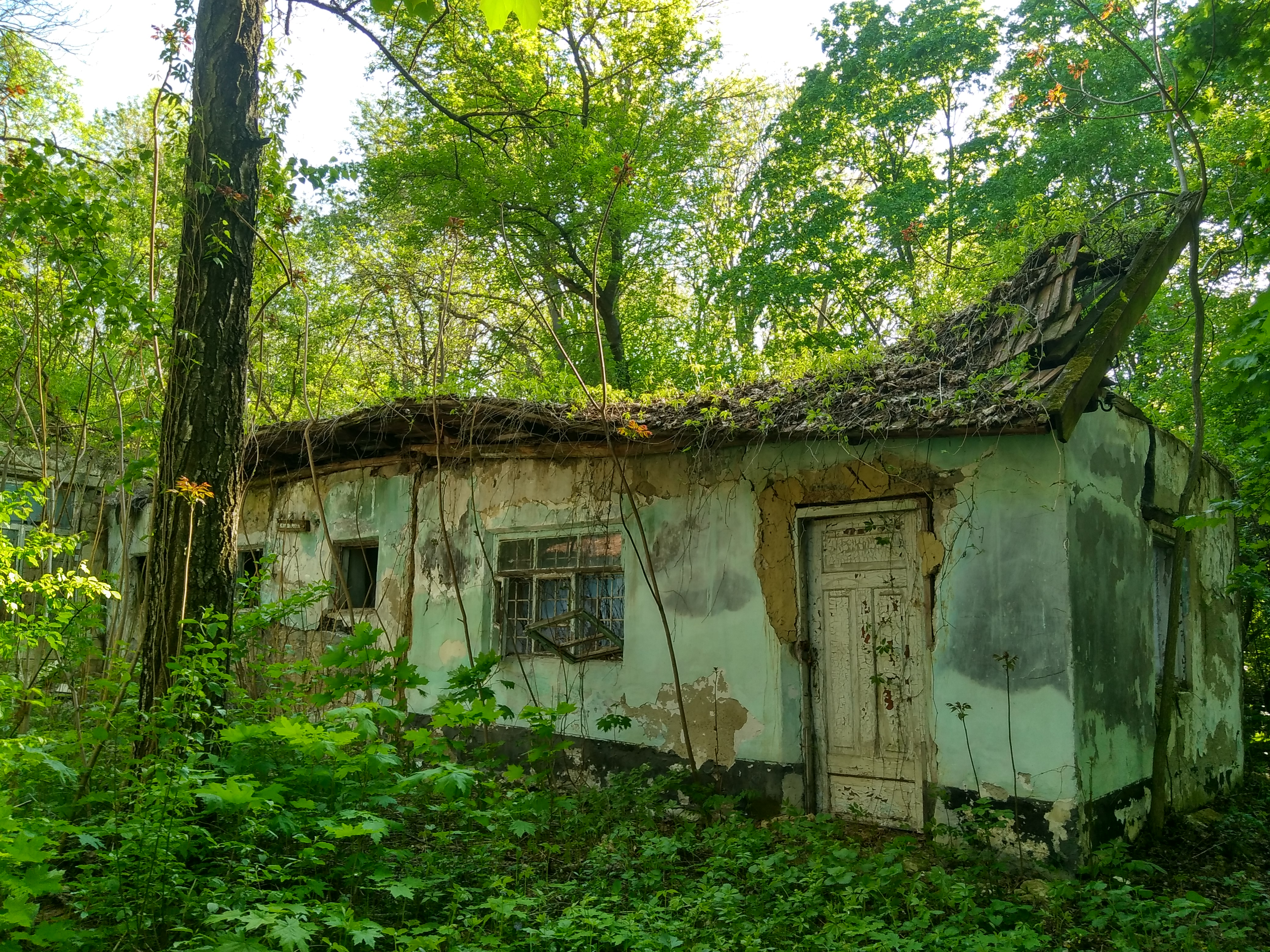
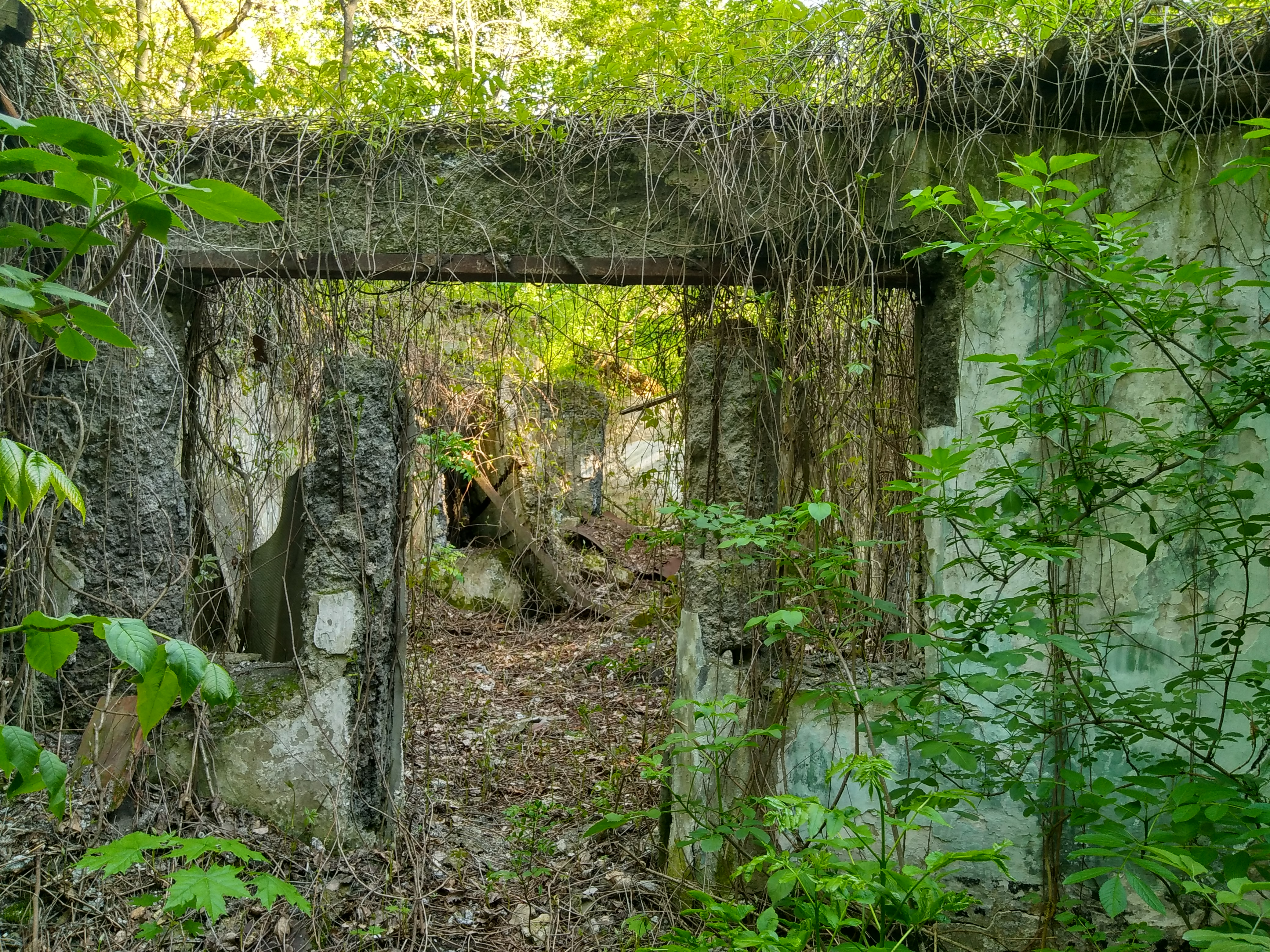
Baia
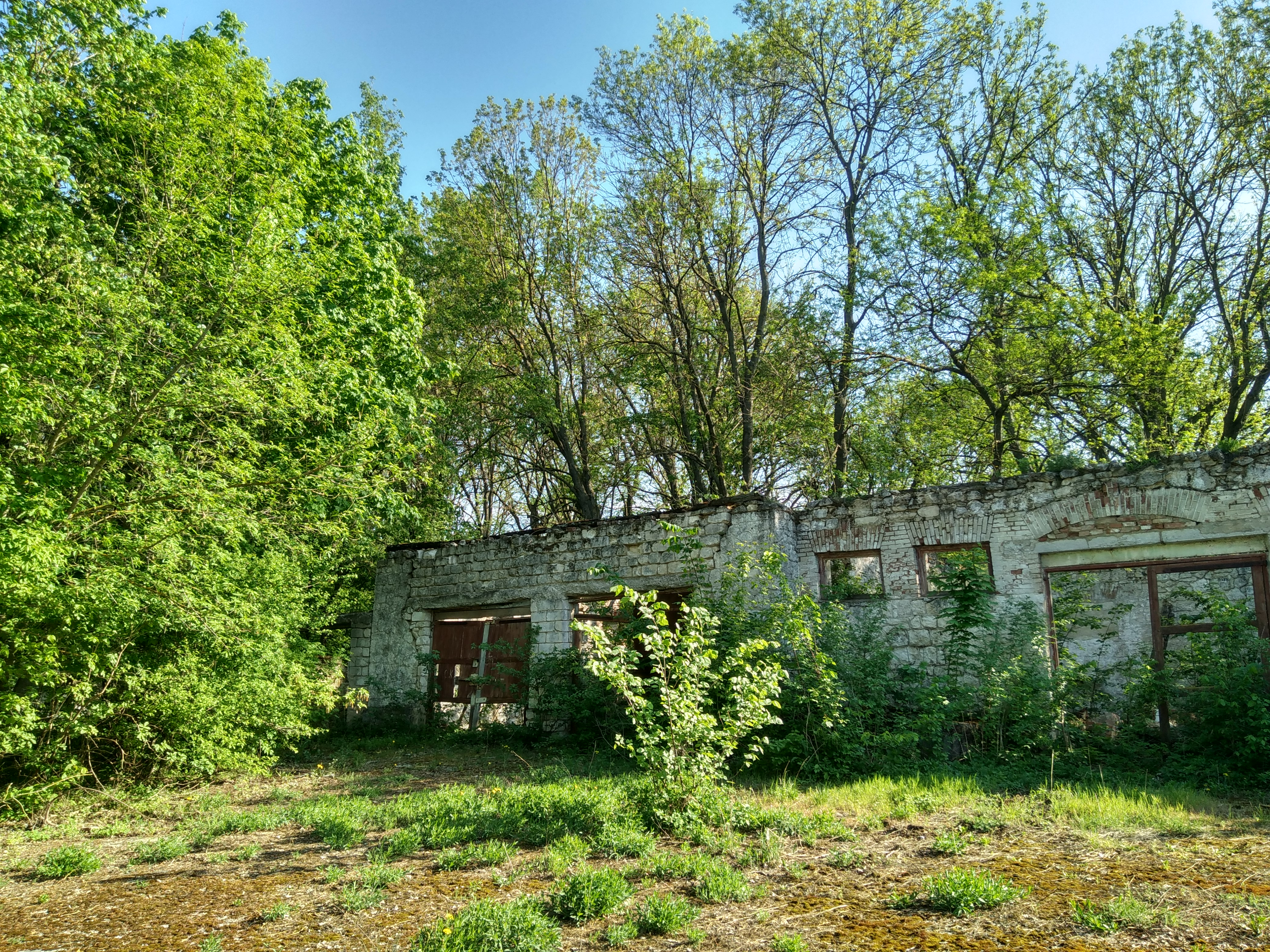
Garaje
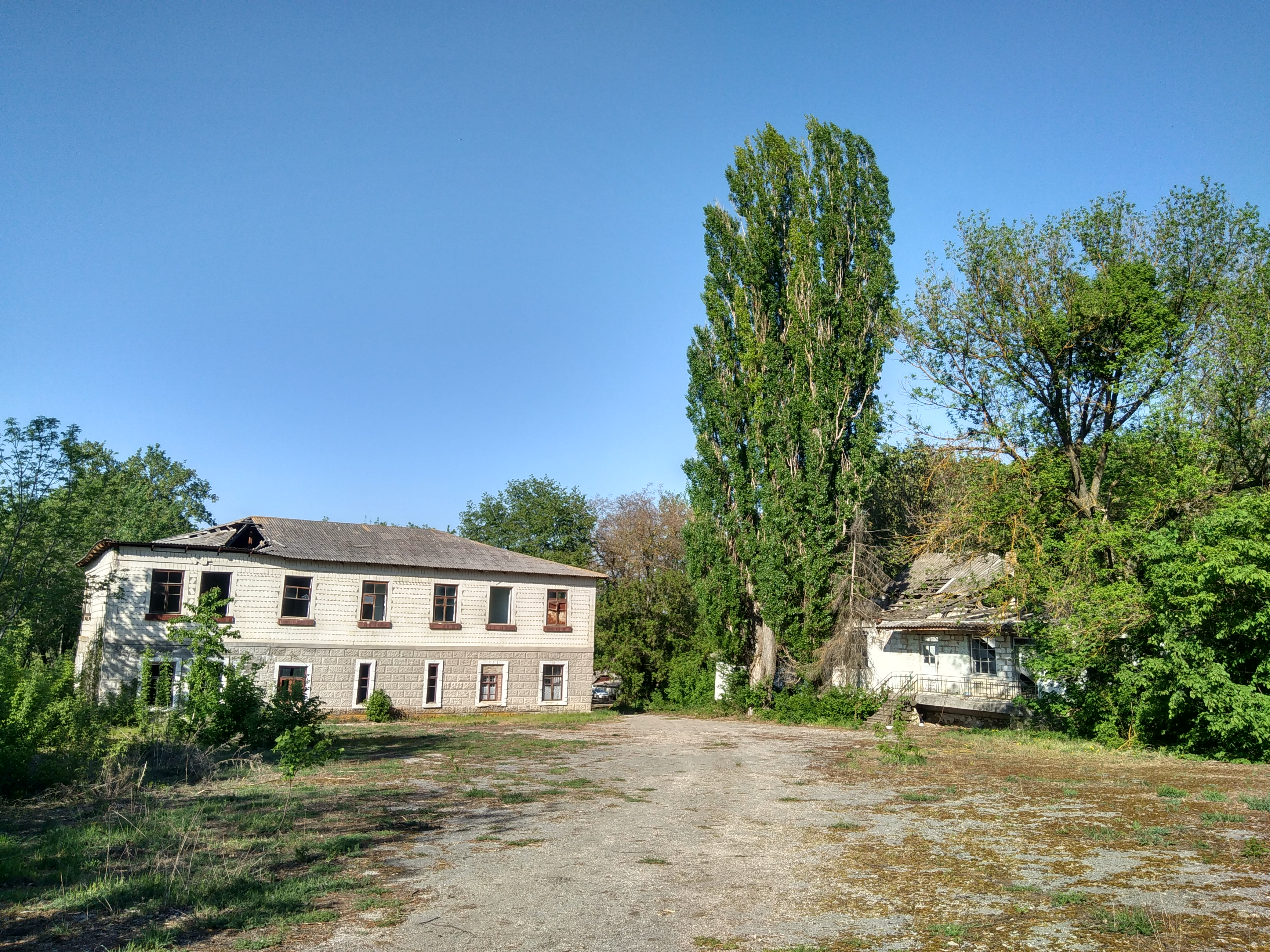
Vedere generală a curții

## Vezi și
- Lista conacelor din Republica Moldova